# Distenia minor
Distenia minor es una especie de escarabajo longicornio del género Distenia, categorizada en la tribu Disteniini, de la orden Coleoptera. Fue descrita por Gressitt en 1959.

## Descripción
Mide 9-15 mm de longitud.

## Distribución
Se distribuye por Papúa Nueva Guinea.